# Caxambu

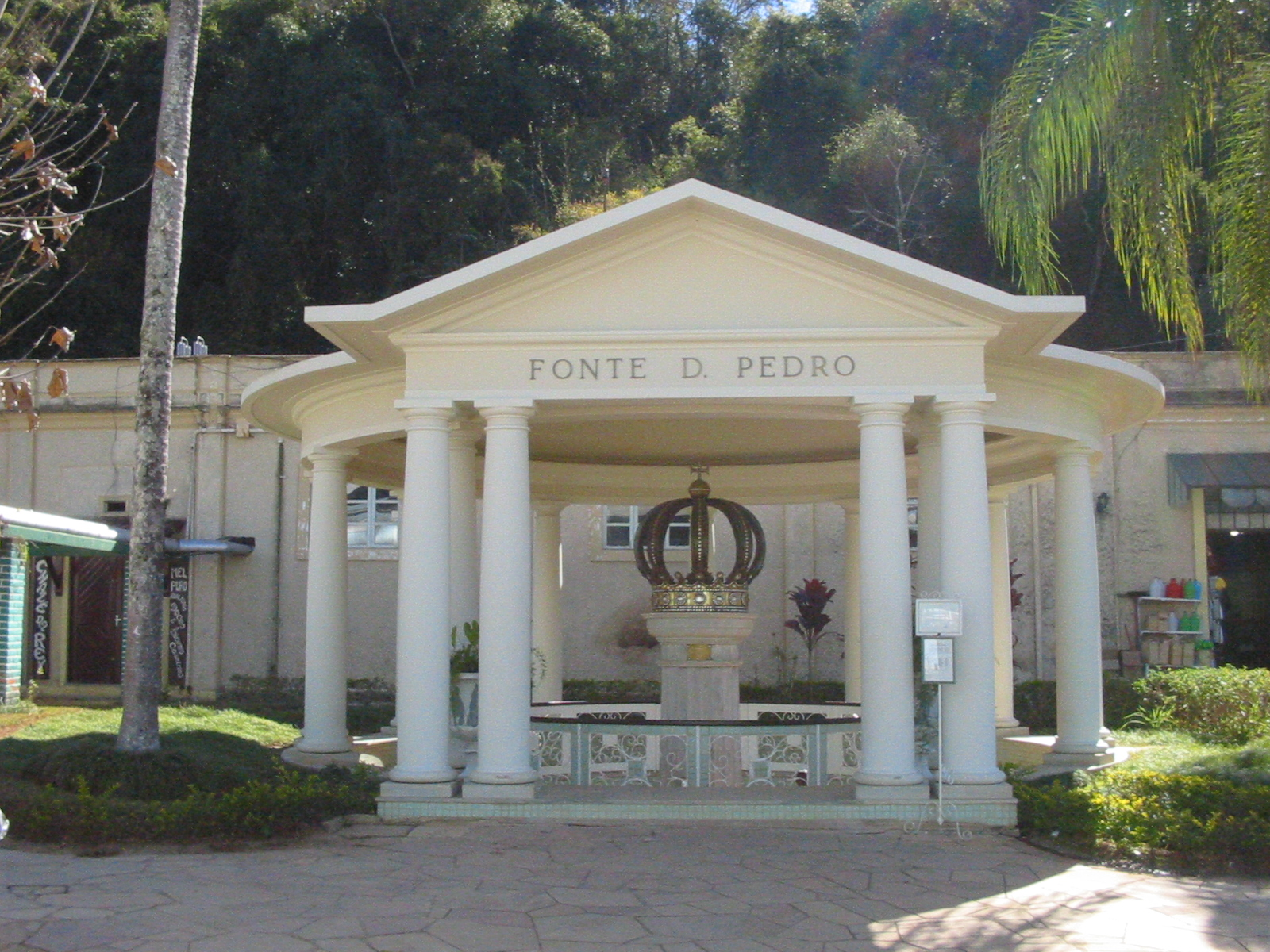
Font Dom Pedro I d'aigua mineral

Caxambu és una ciutat situada al sud de l'estat brasiler de Minas Gerais